# Canton de Mont-Saint-Vincent
Le canton de Mont-Saint-Vincent est un ancien canton français situé dans le département de Saône-et-Loire et la région Bourgogne-Franche-Comté.

## Géographie
Ce canton était organisé autour de Mont-Saint-Vincent dans l'arrondissement de Chalon-sur-Saône. Son altitude variait de 230 m (Saint-Clément-sur-Guye) à 601 m (Mont-Saint-Vincent) pour une altitude moyenne de 389 m.

## Histoire
- De 1833 à 1848, les cantons de Buxy et de Mont-Saint-Vincent avaient le même conseiller général. Le nombre de conseillers généraux était limité à 30 par département[1].

- Le canton de Mont-Saint-Vincent fut remodelé en 1926 (décret-loi du 10 septembre 1926) pour créer le canton de Montchanin-les-Mines.

## Représentation

### Conseillers d'arrondissement (de 1833 à 1940)
| Période                                  | Période          | Identité                            | Étiquette           | Qualité |
| ---------------------------------------- | ---------------- | ----------------------------------- | ------------------- | --- |
| 1833                                     | 1836             | M. Febvre                           |                     | Propriétaire à Mont-Saint-Vincent                                                                           |
| 1836                                     |                  | Victor Callard-Beaumont             |                     | Propriétaire à Saint-Gengoux-le-Royal, ancien conseiller général du canton de La Guiche                     |
|                                          |                  |                                     |                     | |
| 1848                                     | 1852             | Philibert Goujon (1822-1860)        |                     | Avocat à Chalon-sur-Saône, propriétaire à Gourdon                                                           |
| 1852                                     | 1870             | Charles Commerson                   | Candidat recommandé | Notaire, maire de Genouilly                                                                                 |
| 1870                                     | 1871             | Gaspard Duverne                     |                     | Agriculteur, adjoint au maire de Montceau-les-Mines                                                         |
| 1871                                     | 1877             | Eugène Bardot                       | Républicain         | Notaire à Mont-Saint-Vincent                                                                                |
|                                          |                  |                                     |                     | |
| 1880                                     | 1882 (démission) | Jean Marie Gustave Flavien Geoffroy |                     | Maire de Genouilly                                                                                          |
| 1882                                     | 1892             | Claude Michelin                     | Républicain Radical | Instituteur puis épicier, maire de Montchanin                                                               |
| 1892                                     | 1898             | Gaspard Duverne                     |                     | Agriculteur, adjoint au maire de Montceau-les-Mines                                                         |
| 1898                                     | 1922             | Jean-Marie Gillot (1873-1947)       | SFIO                | Mineur puis libraire, maire de Montchanin-les-Mines (1919-1940)                                             |
| 1922                                     | 1926 (démission) | Jean Raquillet                      | RG                  | Ancien négociant, ancien maire de Montchanin                                                                |
| 1926                                     | 1932 (décès)     | Jean-Marie Lavaux (1869-1932)       | RG                  | Propriétaire cultivateur au Froidry, maire de Genouilly                                                     |
| 1932                                     | 1934             | Louis Delavigne                     | RG                  | Propriétaire, maire de Genouilly                                                                            |
| 1934                                     | 1940             | Charles Chamard (1889-1944)         | RG                  | Hongreur, maire de Mont-Saint-Vincent                                                                       |
| 1940                                     |                  |                                     |                     | Les conseils d'arrondissement ont été suspendus par la loi du 12 octobre 1940 et n'ont jamais été réactivés |
| Les données manquantes sont à compléter. |                  |                                     |                     | |

### Conseillers généraux de 1833 à 2015
| Période | Période          | Identité                                 | Étiquette                      | Qualité |
| ------- | ---------------- | ---------------------------------------- | ------------------------------ | --- |
| 1833    | 1848             | Charles Dariot                           | Républicain                    | Juge de paix du canton de Buxy Président du Conseil Général (1844) Député (1848-1849)                                                               |
| 1848    | 1852             | Philibert Chanliaux (1817-1893)          |                                | Propriétaire à Mont-Saint-Vincent |
| 1852    | 1871             | Jules Chagot                             | Centre droit                   | Propriétaire, directeur des Mines de Blanzy Député (1863-1870)                                                                                      |
| 1871    | 1874             | Léonce Chagot (1822-1893)                |                                | Co-gérant de la Compagnie des Mines Maire de Montceau-les-Mines                                                                                     |
| 1874    | 1895 (décès)     | Eugène Bardot                            | Républicain                    | Notaire à Mont-Saint-Vincent, conseiller d'arrondissement                                                                                           |
| 1895    | 1925             | Emmanuel Bardot (fils du précédent)      | RG                             | Notaire, propriétaire, maire de Mont-Saint-Vincent                                                                                                  |
| 1925    | 1926 (démission) | Jean-Marie Gillot                        | SFIO                           | Mineur puis libraire Maire de Montchanin-les-Mines (1919-1940), ancien conseiller d'arrondissement Elu en 1926 dans le nouveau Canton de Montchanin |
| 1926    | 1934 (décès)     | Emmanuel Bardot                          | RG                             | Lieutenant de louveterie Notaire à Mont-Saint-Vincent                                                                                               |
| 1934    | 1940             | Louis Delavigne                          | Rad.ind.-RG                    | Propriétaire Maire de Genouilly, conseiller d'arrondissement Nommé conseiller départemental en 1942                                                 |
|         |                  |                                          |                                | |
| 1945    | 1961             | Baptiste Grandjean                       | DVG puis Centriste             | Mécanicien agricole à Genouilly |
| 1961    | 1979             | Jean de Labretoigne du Mazel (1920-2000) | DVD puis CDP puis UDF          | Agriculteur Maire de Genouilly |
| 1979    | 2015             | Jean Girardon                            | MRG puis UDF puis UMP puis UDI | Professeur émérite à la Sorbonne Maire de Mont-Saint-Vincent Président de la Communauté de communes autour du Mont Saint-Vincent                    |

## Composition
Le canton de Mont-Saint-Vincent regroupait 10 communes et comptait 2 899 habitants (recensement de 1999 sans doubles comptes).
| Communes                  | Population (2012) | Code postal | Code Insee |
| ------------------------- | ----------------- | ----------- | ---------- |
| Genouilly                 | 414               | 71460       | 71214      |
| Gourdon                   | 871               | 71300       | 71222      |
| Marigny                   | 118               | 71690       | 71278      |
| Mary                      | 217               | 71690       | 71286      |
| Mont-Saint-Vincent        | 317               | 71690       | 71320      |
| Le Puley                  | 110               | 71460       | 71363      |
| Saint-Clément-sur-Guye    | 115               | 71460       | 71400      |
| Saint-Micaud              | 203               | 71460       | 71465      |
| Saint-Romain-sous-Gourdon | 454               | 71230       | 71477      |
| Vaux-en-Pré               | 80                | 71460       | 71563      |

## Démographie
| 1962  | 1968  | 1975  | 1982  | 1990  | 1999  | 2007  |
| ----- | ----- | ----- | ----- | ----- | ----- | ----- |
| 2 696 | 2 924 | 2 894 | 2 893 | 2 902 | 2 899 | 3 035 |